# Estación Mayor Buratovich
Estación Mayor Buratovich es una estación de ferrocarril ubicada en las áreas rurales del Partido de Villarino, Provincia de Buenos Aires, Argentina. Lleva su nombre, en homenaje al ingeniero argentino-croata Mayor Santiago Buratovich (en croata: Jakov Buratović).

## Servicios
Pertenece al ramal del Ferrocarril General Roca entre las estaciones de Bahía Blanca y Carmen de Patagones. Desde principios de 2011 no presta servicios de pasajeros.

## Ubicación
Se encuentra a 84 km al Sur de la ciudad de Bahía Blanca.